# Echium handiense
Echium handiense är en strävbladig växtart som beskrevs av Eric R.Svensson Sventenius. Echium handiense ingår i släktet snokörter, och familjen strävbladiga växter. Inga underarter finns listade i Catalogue of Life.